# Horacio Cartes
Horacio Cartes Jara, né le 5 juillet 1956 à Asuncion (Paraguay), est un entrepreneur et un homme d'État paraguayen. Il est président de la République du 15 août 2013 au 15 août 2018. 

## Biographie

### Homme d'affaires
Horacio Cartes étudie dans l'école jésuite Cristo Rey aux États-Unis. Il poursuit des études d'ingénierie aéronautique, en suivant les pas de son père Ramón Telmo Cartes Lind, un homme d'affaires qui détient la franchise de la firme Cessna au Paraguay.
Il se lance dans les affaires dès son retour au Paraguay et est condamné en 1985 pour trafic de devise. En 1989, il crée la société Cambios Amambay qui devient ensuite la banque Amambay en 1992. En 1994, il devient actionnaire de Tabacalera del Este SA, propriétaire de la marque de cigarettes Palermo, et deux ans plus tard, il crée Tabacos del Paraguay SA. En 2001, il achète la société Licorería Acosta, qui devient alors Bebidas del Paraguay, productrice des boissons Pulp et Puro Sol, et distributrice de plusieurs marques internationales. Son entreprise La Fuente détient une grande partie du marché de l'eau au Paraguay.
Outre ses activités dans le monde des affaires, Horacio Cartes s'est aussi illustré comme dirigeant sportif. En 2001, il devient président du Club Libertad au Paraguay, mandat au cours duquel il obtiendra 4 titres de champion, ainsi qu'une qualification pour la demi-finale de la Copa Santander Libertadores en 2006. Cartes exerce également la charge de directeur des sélections de l'association paraguayenne de football durant les éliminatoires de la coupe du monde de football de 2010, tournois dans lequel la sélection est arrivée jusqu'en quart de finale.
Multimillionnaire, sa fortune serait également alimentée par le trafic de drogue et par le blanchiment d'argent de différents trafics illégaux.

### Carrière politique

#### Campagne électorale
Horacio Cartes se lance en politique en 2009 en devenant membre du Parti colorado, l'ancien parti unique du Paraguay. En novembre 2010, il fonde le courant « Movimiento Honor Colorado », associé à d'autres responsables politiques du Parti colorado. Le 9 décembre 2012, Horacio Cartes remporte les primaires de son parti face à Javier Zacarias Irun, membre du « Frente Para La Victoria ». Cette victoire lui permet d'être le candidat officiel de l'Association nationale républicaine à la fonction de président en vue des élections générales de 2013. Javier Zacarias Irun reconnaît la victoire de Horacio Cartes et rejoint le Parti colorado, ce qui fut fondamental pour l'unité de son parti en vue de l'élection présidentielle. 
Pour certains analystes, sa fortune lui aurait permis d'acheter l'investiture du Parti colorado, en dépit de son absence d’engagement politique antérieur et alors qu'il n'était jamais allé voter à une élection.
Il est élu président de la République le 21 avril 2013 avec 45,8 % des voix après une campagne caractérisée par ses déclarations homophobes et des accusations d'achat de votes, tandis que son adversaire libéral, Efraín Alegre, compromis dans une affaire de corruption, obtient 36,94 %. Les candidatures de gauche ne totalisent pas plus de 10 % des voix. Le 29 avril, il annonce son intention de ne pas recevoir les 10 000 dollars de son salaire de chef de l'État, pour en faire don à une organisation caritative. Le 15 août, il prête serment et entre officiellement en fonction pour un mandat de cinq ans.

#### Présidence
En 2017, une réforme constitutionnelle destinée à lui permettre de se représenter à l’élection présidentielle (ce que prohibait la constitution depuis la chute de la dictature d'Alfredo Stroessner) provoque une violente réaction du Parti libéral radical authentique. La réforme est ainsi approuvée par le Sénat et le projet est soutenu par le Parti colorado. Le 31 mars, des militants libéraux incendient partiellement le Congrès et saccagent les bureaux des sénateurs du parti au pouvoir. Les violences provoquent une trentaine de blessés et conduisent à plus de 200 arrestations par la police. En soirée, le président de la Jeunesse libérale est tué d'une balle dans la tête après une descente des forces de police au siège du parti. Le 1er avril, Horacio  Cartes limoge le ministre de l'Intérieur et le chef de la police. Le 18 avril, il annonce renoncer au projet de modification de la Constitution.
Il donne à son mandat une orientation très favorable aux intérêts des investisseurs étrangers, les invitant à « user et abuser » du Paraguay. Au cours de sa présidence, l’économie, en grande partie dirigée vers la production de soja, connait une croissance de 4 % en moyenne. La croissance économique ne permet néanmoins pas de faire reculer la pauvreté, qui atteint en 2018 selon les chiffres officiels plus de 26 % de la population. Cette croissance aurait surtout bénéficié aux investisseurs : d'après The New York Times, le Paraguay est « l’un des pays d’Amérique latine où l’écart entre les riches et les pauvres s’est le plus amplifié ces dernières années » ; dans les campagnes, 85 % des terres agricoles appartiennent à 2,6 % des propriétaires. En outre, des populations d’ascendances indigènes ont été expulsées afin de permettre l’implantation d'entreprises de soja. 
En mai 2018, suivant l’exemple des États-Unis, il fait transférer l’ambassade du Paraguay en Israël à Jérusalem. Sa décision sera annulée quatre mois plus tard par son successeur, Mario Abdo, qui estime avoir pris cette décision pour « contribuer à l'intensification des efforts diplomatiques régionaux et internationaux dans le but de parvenir à une paix élargie, juste et durable au Moyen-Orient ».
Le 28 mai 2018, il annonce sa démission de la présidence de la République, qui doit être validée par le Parlement, pour pouvoir prendre ses fonctions de sénateur avant de retirer sa démission, le 26 juin suivant, à la suite du refus du Sénat de se réunir. Il n'est pas présent à la cérémonie d'investiture de son successeur Mario Abdo, également issu du Parti colorado mais avec lequel il est en conflit.

### Activités criminelles
Il serait, selon des informations des autorités américaines révélées par WikiLeaks et différentes enquêtes journalistiques, impliqué dans :
- le trafic de drogue[17] ;
- la contrebande de cigarettes[17] ;
- le blanchiment d'argent. La justice brésilienne le soupçonne d'avoir fait partie d'un réseau international de blanchiment d'argent dirigé par l'homme d'affaires brésilien Dario Messer[18] ;
- des affaires de criminalité financière. L'ICIJ rappelle en 2021 qu'au Paraguay, une plainte pénale a été déposée par le président du Parti libéral du Paraguay contre l'ancien président Horacio Cartes, pour avoir omis d'inclure une société offshore dans sa déclaration de patrimoine quand qu'il était président. Selon ABC Color Cartes exploitait une société panaméenne crée en 2011 mais qu'il a omis de divulguer dans ses déclarations de patrimoine, il ne l'y a conclu qu'après après avoir reçu des questions de journalistes à ce sujet en septembre 2011. En octobre 2021, son nom est cité dans les Pandora Papers[19].